# ماونتین شوولی (نیوجرسی)
ماونتین شوولی (به انگلیسی: Schooley's Mountain) یک منطقهٔ مسکونی در ایالات متحده آمریکا است که در واشینگتن، شهرستان موریس، نیوجرسی واقع شده‌است. ماونتین شوولی ۳۱۰ متر بالاتر از سطح دریا واقع شده‌است.